# مایک دان (بازیکن بیسبال)
مایک دان (انگلیسی: Mike Dunne؛ زادهٔ ۲۷ اکتبر ۱۹۶۲) بازیکن بیس‌بال اهل ایالات متحده آمریکا است.
وی در مسابقات کشوری و بین‌المللی در مجموع برندهٔ ۱ مدال نقره شده‌است.